# Gneisenaustraße (métro de Berlin)
Gneisenaustraße est une station du métro de Berlin. La station est sur la Ligne 7 en zone A.